# Capital mental
El capital mental es el conjunto de recursos cognitivos, emocionales y vinculares de una persona. Integra nutrición adecuada, capacidad cognitiva, inteligencia emocional, capacidad de aprendizaje flexible y eficiente, resiliencia y capacidad de adaptación, ente otros. Es un paradigma superador, integrador y abarcativo que forma parte de los objetivos estratégicos trazado por países como India, China, Reino Unido y Estados Unidos.
El capital mental puede desarrollarse, fortalecerse y potenciarse, así como también deteriorarse o empobrecerse en función de la estimulación y la dinámica entre la persona y el contexto social.

## Historia del Concepto
El concepto de capital mental es heredero de las propuestas del economista Amartya Sen (premio Nobel de Economía en el año 1998) acerca del constructo “capital humano” que está centrado en las capacidades reales que las personas disponen para poder ser o hacer algo. Este concepto permite integrar esfuerzos de distintas áreas (educación, salud, ciencia, tecnología y desarrollo de investigaciones), articulando proyectos destinados a estimular y promover el desarrollo del capital humano y el bienestar mental de las personas a lo largo de su vida.
La preservación y desarrollo del capital mental impacta positivamente en dimensiones educativas, sociales, sanitarias, institucionales y económicas tanto a nivel individual como colectivo. De allí que pueda considerarse como un recurso estratégico para  los países y que las políticas y programas públicos contemplen su cuidado y desarrollo para preservar y potenciar la calidad de vida de las personas.
La Argentina adhirió a los 17 objetivos de desarrollo sustentable post-2015 establecidos por la Organización de Naciones Unidas (ONU), entre los que se encuentran: terminar con el hambre y la pobreza en todas sus formas, garantizar la seguridad alimentaria y una nutrición adecuada, promover la salud y el bienestar mental, garantizar el acceso a educación de calidad y a la educación superior, entre otros.

## Experiencias locales para el desarrollo del capital mental

### Provincia de Buenos Aires
En 2016, se creó la ¨Unidad de Coordinación para el desarrollo del capital mental¨ por decreto N° 956/16 del Gobierno de la Provincia de Buenos Aires. La Unidad se creó con el fin de contribuir en la elaboración de políticas de protección y promoción de la nutrición saludable y la estimulación cognitiva y emocional. La Unidad de Coordinación para el Desarrollo del Capital Mental cuenta con un “Consejo Consultivo Científico” integrado por cinco miembros permanentes ad honorem y un representante por cada Ministerio y Secretaría con rango no inferior a Director Provincial. Su objetivo es asesorar y brindar respaldo científico a las intervenciones y acciones de la Unidad de coordinación para el desarrollo del Capital Mental.

## El Capital Mental a lo largo de la Vida
Desde un enfoque ecológico, el desarrollo humano desde el momento de la concepción hasta la vejez es un proceso complejo que responde a la influencia de múltiples factores ligados al ambiente o entorno ecológico en el que dicho desarrollo tiene lugar. Las intervenciones oportunas que impactan en estos sistemas contribuyen a preservar y potenciar el capital mental de las personas e influyen de manera significativa en cómo las mismas se desenvuelven a lo largo de su vida.
Sabemos que desde muy temprano en el desarrollo, los niños provenientes de familias con bajos recursos económicos difieren en sus habilidades cognitivas y emocionales respecto a los niños de familias con más recursos. Estas diferencias son gestadas por múltiples factores ambientales que dejan huellas en el desarrollo. La influencia de la pobreza en el desarrollo del capital mental puede variar en función de la cantidad de factores de riesgo a los que los niños están expuestos, la co-ocurrencia de diferentes tipos de adversidades, la susceptibilidad de cada niño a su ambiente y el tiempo de exposición a estas privaciones.
Sin embargo, si bien es cierto que los efectos adversos de la pobreza modifican las trayectorias de crecimiento, es importante señalar que estas trayectorias pueden ser revertidas y superadas. También, es importante señalar que si bien los primeros años del desarrollo son muy importantes, es fundamental mantener y estimular el capital mental en las etapas subsiguientes del ciclo vital para que los logros sean de largo término. 
El capital mental puede ser pensado en términos de trayectoria, cuya gran parte se desarrolla en los primeros años de vida, la infancia y adolescencia, alcanza una meseta durante la adultez, y finalmente disminuye en la vejez. Es útil distinguir cinco grandes etapas de la vida que se asocian con esta trayectoria:
1. El desarrollo prenatal y la primera infancia (desde la concepción hasta los 5 años);
2. la infancia (de 5 a 10 años aproximadamente);
3. la adolescencia (de 10 a 19 años aproximadamente);
4. la adultez; y
5. la vejez.

Si bien es importante estimular y proteger el capital mental de las personas en todas las fases del ciclo vital, durante las primeras etapas del desarrollo (embarazo, infancia y adolescencia) las intervenciones destinadas a cuidar y potenciar los recursos cognitivos, emocionales y sociales de los niños son las más influyentes para garantizar el desarrollo y bienestar mental en las etapas subsiguientes.
Es bien sabido, que aún antes de comenzar la escuela, los niños provenientes de familias con bajos recursos y en situación de vulnerabilidad difieren en sus habilidades cognitivas y no cognitivas de los niños que provienen de familias que no padecen escasez de recursos materiales. Estas diferencias, de no ser revertidas, pueden tener un impacto en la salud de los niños, su bienestar, educación y longevidad, así como también en las sociedades en las cuales los niños crecerán como adultos. Son varias las razones por las cuales se producen estas diferencias, entre ellas, los niveles de estresores psicológicos y ambientales a los cuales los niños están expuestos, la menor cantidad de apoyo, protección y sostén recibido por parte de familiares y/o cuidadores y el menor número de oportunidades para desarrollar habilidades críticas tales como el control de los impulsos y las emociones, el sostenimiento de la atención y la teoría de la mente. 
Para que los niños puedan desenvolverse apropiadamente en la escuela y la sociedad y logren desplegar su máximo potencial, es necesario que cuenten con un entorno favorable que provea de apoyo emocional, motivacional y cognitivo, ya que éste servirá de base para la formación de múltiples habilidades (cognitivas y no cognitivas) que serán luego puestas en juego tanto en la escuela, como en la vida cotidiana .

## Intervenciones para cuidar el Capital Mental
Las intervenciones que mitigan los riesgos y promueven los recursos cognitivos, emocionales y sociales, como así también fortalecen la reserva cognitiva y la resiliencia, se enfocan en atender la salud, la nutrición y resguardar la seguridad física, psíquica y emocional, con el propósito de lograr un entorno familiar y social estable, cálido y comprometido con el crecimiento, desarrollo y aprendizaje. La adopción del enfoque de ciclo de vida es esencial para proporcionar a los niños un mejor comienzo en la vida y asegurar a las futuras generaciones una sociedad mejor.
Las intervenciones que apuntan a cuidar el capital mental de las personas se focalizan en la promoción de una nutrición adecuada, contextos saludables, educación de calidad y el desarrollo cognitivo y emocional. 
A nivel individual, ser conscientes de la idea de que el capital mental de las personas puede desarrollarse y potenciarse en todos los ciclos vitales, permite soñar con que todos tengamos la posibilidad de superarnos, alcanzar nuestros objetivos y desplegar nuestro máximo potencial para disfrutar de una mejor calidad de vida.